# Mazama rufina
Veado-mateiro-do-Equador<  (Mazama rufina) é uma espécie de cervídeo sul-americano de pequeno porte do gênero Mazama. É uma espécie pouco estudada e ocorre nos Andes da Colômbia, Equador e norte do Peru, habitando florestas e os páramos entre 1400 e 3600 m de altitude. É uma das menores espécies do gênero Mazama. A pelagem é avermelhada, e as pernas e a testa são pretas. Até 1999, alguns autores consideravam Mazama nana (veado-bororó ou veado-bororó-do-sul) e Mazama bricenii como subespécies de M. rufina.